# Брагин, Александр Константинович
Александр Константинович Брагин (1881—1917) — капитан 10-го гренадерского Малороссийского полка, герой Первой мировой войны.

## Биография
Из дворян Вологодской губернии. Младший брат Константин (1882—1963) — также георгиевский кавалер.
Среднее образование получил в Казанской 1-й гимназии, однако курса не окончил.
В 1904 году окончил Казанское пехотное юнкерское училище, откуда выпущен был подпоручиком в 10-й гренадерский Малороссийский полк. Произведён в поручики 1 ноября 1907 года, в штабс-капитаны — 15 декабря 1911 года.
В 1914 году окончил два класса Николаевской военной академии, с началом Первой мировой войны был откомандирован в свою часть. Удостоен ордена Св. Георгия 4-й степени
За то, что в бою на левом берегу Вислы у д. Нова-Гура, 10-го октября 1914 года, будучи с ротой окружен противником в превосходных силах, пробился, не оставив трофеев. Занял последующую позицию, отбил на ней наступавшего противника и удерживался на этой позиции в течение суток, давая этим возможность переправиться через Вислу другим частям, чем достигнуты были общие успехи боя.
Произведен в капитаны 19 августа 1915 года «за отличия в делах против неприятеля». 14 июля 1916 года переведён в Генеральный штаб с назначением старшим адъютантом штаба Уральской казачьей дивизии. Умер от тифа в 1917 году. Был женат.

## Награды
- Орден Святого Владимира 4-й ст. с мечами и бантом (ВП 5.11.1914)
- Орден Святой Анны 2-й ст. с мечами (ВП 30.01.1915)
- Орден Святого Георгия 4-й ст. (ВП 23.04.1915)
- Орден Святой Анны 4-й ст. с надписью «за храбрость» (ВП 8.08.1915)
- Орден Святой Анны 3-й ст. с мечами и бантом (ВП 3.07.1916)
- Орден Святого Станислава 3-й ст. с мечами и бантом (ВП 15.01.1917)